# Kerry Boumans
Kerry Boumans – amerykański zapaśnik walczący w stylu wolnym. Pierwszy w Pucharze Świata w 2001 i piąty w 1999 roku.
Zawodnik University of Mary. Trzy razy All-American w NAIA, pierwszy w 1993 i 1994; trzeci w 1990 roku.